# Welttag des audiovisuellen Erbes
Der Welttag des audiovisuellen Erbes (englisch World Day for Audiovisual Heritage) am 27. Oktober wurde im Jahr 2005 zum 25. Jahrestag der „Empfehlung zum Schutz und zur Erhaltung bewegter Bilder“ von der UNESCO ausgerufen.
Dieser Welttag soll das Bewusstsein dafür schärfen, dass die Menschheit in den letzten gut 100 Jahren ein großes audiovisuelles Erbe an Tonaufnahmen, Filmen und Videos geschaffen hat, die es als historische Dokumente zu erhalten gilt. Audiovisuelle Medien werden auf unterschiedlichen analogen und digitalen Trägern gespeichert. Diese sind in unterschiedlichem Maße vom Verfall bedroht. So gibt es heute zum Beispiel keine vollständige Fassung des bedeutenden Stummfilms Metropolis. Die UNESCO setzt sich dafür ein, diese Medien als Teil des Weltkulturerbes zu erhalten. Neben der Aufgabe des physischen Erhaltens fallen weitere Prozesse wie die Auswahl, Archivierung und die Frage der Zugänglichkeit audiovisueller Medien in den Fokus des Welttags.
Der Tag wird seit 2007 auch in Deutschland offiziell jährlich am 27. Oktober begangen. Die Deutsche Kinemathek in Berlin hat die Leitung für den Welttag in Deutschland inne. 
In der Schweiz finden anlässlich des Welttags des audiovisuellen Erbes jedes Jahr zahlreiche Aktionen, Führungen, Vorträge und Ausstellungen an verschiedenen Veranstaltungsorten statt, darunter waren im Jahr 2019 die Kinemathek Bern und die Schweizerische Nationalphonothek in Lugano.  Memoriav, die Schweizerische Vereinigung zur Wahrung des audiovisuellen Erbes der Schweiz, koordiniert die landesweite Vermittlung und Bekanntmachung von Veranstaltungen und Projekten rund um dieses Datum.